# Finnische Badmintonmeisterschaft 1966
Die Finnische Badmintonmeisterschaft 1966 fand in Helsinki statt. Es war die zwölfte Austragung der nationalen Titelkämpfe von Finnland im Badminton.

## Titelträger
| Disziplin    | Sieger                                  |
| ------------ | --------------------------------------- |
| Herreneinzel | Rainer Brander                          |
| Dameneinzel  | Maritta Renqvist                        |
| Herrendoppel | Eero Läikkö Mårten Segercrantz          |
| Damendoppel  | Wiola Hästbacka Ann Christine Tengström |
| Mixed        | Mårten Segercrantz Ann-Louise von Essen |